# Petr Pan

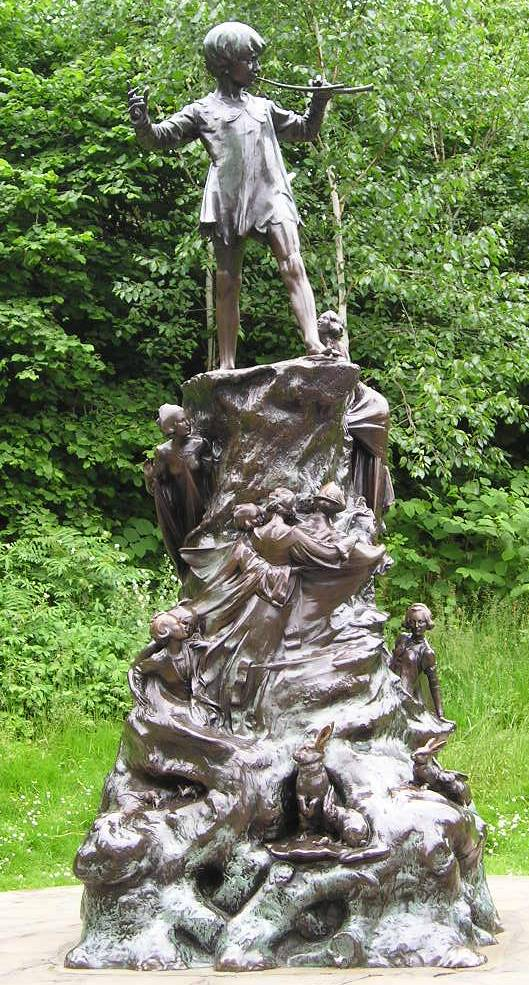
Socha Petra Pana v Kensingtonských zahradách v Londýně

Petr Pan je fiktivní postava nestárnoucího chlapce z původních děl, jejichž autorem je skotský novinář, dramatik a spisovatel James Matthew Barrie. Jde o fiktivní postavu malého divokého chlapce, který nechtěl dospět a zažíval různá fantastická dobrodružství v magické fiktivní Zemi Nezemi. Vůbec poprvé se jeho postava objevila v roce 1902 v knize pro dospělé Malý bílý pták. Klasickou podobu obdrželo dílo v roce 1904, kdy vznikla původní divadelní hra, která se v několika příbězích později dočkala i své klasické literární podoby, kde se objevila i další známá postava, dívka Wendy.
Díla s Petrem Panem se řadí k pohádkám určeným především pro děti a mládež, patří k žánru fantasy.
„Nikdy neříkej sbohem. Protože sbohem znamená odejít. A odejít znamená zapomenout.“ – Petr Pan, 1953

## Filmové podoby
Kromě muzikálové verze bylo toto dílo také několikrát zfilmováno. Pojednává o něm také americký film Hledání Země Nezemě z roku 2004, který byl natočen podle autorovy životopisné divadelní hry Muž, který byl Petrem Panem. Netradiční pojetí tohoto námětu obsahuje i britský snímek Neobvyklé dobrodružství z roku 1994. O velmi netradiční pojetí se pokusili také tvůrci filmu Hook z roku 1991, kdy se Petr Pan vrací do Země Nezemě už v době své zralé dospělosti, aby vysvobodil své dvě děti, které sem byly násilně uneseny zlým kapitánem pirátů Hookem.

### Filmy
- 1953 – stejnojmenný kreslený film společnosti Walt Disney
- 1976 – televizní muzikál
- 1990 – Petr Pan a piráti, americký animovaný televizní seriál
- 1991 – americký hraný film Hook
- 1994 – Neobvyklé dobrodružství
- 2002 – animovaný film Petr Pan: Návrat do Země Nezemě společnosti Walt Disney
- 2003 – britsko-americký hraný film Petr Pan
- 2004 – Hledání Země Nezemě, autorův biografický film
- 2011 – Vílí dobrodružství, animovaná minisérie o víle Zvonilce/Zvoněnce společnosti Walt Disney kryjící se obsahově s prvními třemi filmy o Zvonilce
- 2015 – Pan

#### Neautorizované filmy
- 1924 – Petr Pan, první němá filmová podoba díla
- 1987 – běloruský muzikál vysílaný sovětskou televizí
- 1988 – Petr Pan, australská animovaná verze
- 2003 – Neverland, uváděn i pod novým názvem Neverland: Never Grow Up, Never Grow Old, americký film
- 2011 – Neverland, britský televizní film z roku 2011 o tom, jak to začalo

## Knihy

### Původní série Petr Pan
- 1906 – Petr Pan v Kensingtonském parku
- 1911 – Petr Pan a Wendy
- 1929 – Petr Pan (v anglickém originále Peter Pan and Wendy), spoluautorka May Clarissa Gillington Byron

### Odvozená literární díla
- Geraldine McCaughrean – Petr Pan v šarlatovém plášti (v anglickém originále: Peter Pan in Scarlet)

## Divadlo
- Petr Pan (muzikál), divadelní muzikálová podoba
- Petr Pan (balet), baletní úprava předlohy